# Jezero, Brezovica
Jezero este o localitate din comuna Brezovica, Slovenia, cu o populație de 660 de locuitori.